# Laticilla
Laticilla es un género de aves paseriformes perteneciente a la familia Pellorneidae. Sus dos miembros se encuentran en el subcontinente indio. Anteriormente se clasificaban en el género Prinia dentro de la familia Cisticolidae, pero los estudios de ADN indicaron que debían ubicarse en otra familia.

## Especies
El género contiene las siguientes dos especies:
- Laticilla burnesii - prinia de Burnes;[3]
- Laticilla cinerascens - prinia palustre,[3] anteriormente considerada subespecie de la prinia de Burnes.